# Trasimond Landry
Trasimond Landry (* 16. Dezember 1795 im Ascension Parish, Louisiana; † 1. Oktober 1873) war ein US-amerikanischer Politiker. Zwischen 1846 und 1850 war er Vizegouverneur des Bundesstaates Louisiana.

## Werdegang
Trasimond Landry nahm als Soldat der Miliz seiner Heimat in verschiedenen Funktionen am Britisch-Amerikanischen Krieg von 1812 teil. Als Pflanzer betrieb er auf beiden Ufern des Mississippi mehrere Zuckerplantagen. In den 1820er Jahren schloss er sich der Bewegung um den späteren Präsidenten Andrew Jackson an und wurde Mitglied der von diesem 1828 gegründeten Demokratischen Partei. Zwischen 1824 und 1831 saß er im Repräsentantenhaus von Louisiana; 1832 wurde er in den Staatssenat gewählt. Landry nahm als Delegierter an den Democratic National Conventions der Jahre 1828 und 1836, auf denen Andrew Jackson und später Martin Van Buren als Präsidentschaftskandidaten nominiert wurden.
1846 wurde Landry an der Seite von Isaac Johnson zum Vizegouverneur von Louisiana gewählt. Dieses Amt bekleidete er zwischen 1846 und 1850. Dabei war er Stellvertreter des Gouverneurs und Vorsitzender des Staatssenats. Während des Bürgerkrieges war Trasimond Landry Oberst der Staatsmiliz von Louisiana. Er starb am 1. Oktober 1873.